# Musée vivant d'Al-Andalus
Le Musée vivant d'Al-Andalus (Museo vivo de Al-Andalus) est un musée historique créé par Roger Garaudy et situé dans la ville de Cordoue, dans la communauté autonome d'Andalousie, en Espagne. Il se trouve dans la Tour de la Calahorra et est consacré à l'histoire du royaume espagnol arabe médiéval d'Al-Andalus.

## Histoire
Le musée a été créé par Roger Garaudy par l'intermédiaire de la Fondation Roger Garaudy. L'Ayuntamiento de Cordoue a passé un accord avec la fondation en 1997 afin d'utiliser la tour pour un musée montrant divers aspects de la culture andalouse.

## Structure
Le musée se compose de huit salles consacrées aux conceptions théologiques et philosophiques de l'islam à ses débuts. Elles développent également les conceptions de grandes figures d'Al-Andalus : Averroès, Maïmonide, Alphonse X de Castille et El-Arabi. Deux salles contiennent respectivement une maquette de la mosquée-cathédrale de Cordoue dans son état du XIIIe siècle et l'Alhambra. Une autre salle évoque l'atmosphère populaire des siècles passés à l'aide de dioramas. La visite du musée s'achève par celle de la terrasse de la tour.

## Accueil critique
L'édition 2016 du Guide du Routard de l'Andalousie indique que Roger Garaudy est l'auteur des textes exposés ou dits sous forme d'enregistrements dans les salles du musée et rappelle les propos négationnistes de Garaudy ainsi que ses condamnations en justice en France. Il mentionne aussi que les textes sont dits avec un lyrisme qui peut « émouvoir... ou agacer ».